# St. Antonius Einsiedler (Bremke)

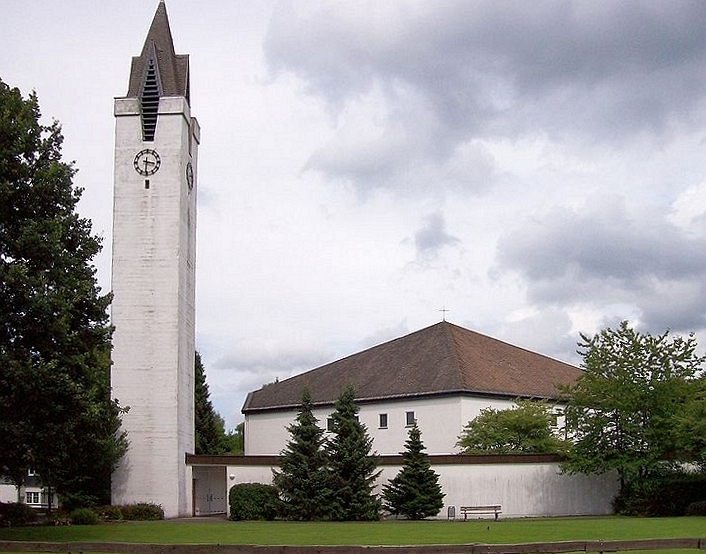
St. Antonius Einsiedler in Bremke

Die römisch-katholische Kirche St. Antonius Einsiedler ist ein ortsbildprägendes Kirchengebäude in Bremke, einem Ortsteil von Eslohe im Hochsauerlandkreis (Nordrhein-Westfalen). Die Gemeinde gehört zum Pastoralverbund Esloher Land. Sie ist Teil des  Dekanates Hochsauerland-Mitte im Erzbistum Paderborn.

## Geschichte und Architektur
Die inzwischen abgetragene Vorgängerkirche stammte wohl in Teilen aus dem 13. Jahrhundert, sie stand direkt an der heutigen Bundesstraße 55. Um das Geld für einen Kirchenneubau zu beschaffen, wurde 1919 ein Sammelverein gegründet, Mitglieder waren die Dörfer der Umgebung. Für den Neubau wurde ein größeres Grundstück im Kreuzungsbereich zweier Hauptstraßen ausgewählt. Das Gebäude wurde von 1965 bis 1966 nach Entwürfen des Architekten Karl Heinz Vedder errichtet. Der Grundstein wurde im September 1965 gelegt, geweiht wurde die Kirche am 5. Februar 1967 von Lorenz Kardinal Jaeger. Die Außenwände sind weiß und die Dachflächen dunkel gehalten. Der schlanke Turm steht auf einem quadratischen Grundriss. Die Wände des Turmes sind durch schmale Schallfenster gegliedert, die sich als Gauben im Helm fortsetzen. Ein Atrium, das von einem überdachten Gang umgeben ist, bildet den Übergang zwischen dem Gelände und dem Innenraum. Der Innenraum steht über einem Trapez, dessen spitze Ecken abgeschnitten sind. Die Wände an den beiden kurzen Seiten sind in der gesamten Höhe mit Betonverglasungen von Benno Lippsmeier ausgestattet. Die Taufstelle ist unter einer gebogenen Empore untergebracht. Die Altarzone ist halbrund und tritt hervor. Das Gestühl aus vier Segmenten ist auf die Altarzone ausgerichtet. Die aus schwarzem Material bestehende Ausstattung des Altarraumes wurde nach Entwürfen des Architekten Vedder angefertigt; sie hebt sich vom grauen Fußboden und den weißen Wänden auffällig ab. Zur weiteren Ausstattung gehören die Glocken, die im März 1968 geweiht wurden und eine Pietà, die in der Anbetungskapelle steht.